# Атеніно
Ате́ніно (рос. Атенино, ерз. Атенино) — село у складі Теньгушевського району Мордовії, Росія. Входить до складу Теньгушевського сільського поселення.
Населення — 5 осіб (2010; 6 у 2002).
Національний склад (станом на 2002 рік):
- росіяни — 67 %
- татари — 33 %